# Los Telecaster
Los Telecaster son una banda de Rock caraqueña formada en 2003, con fuertes inclinaciones por el Rock n' Roll y Garage rock. Integraron parte de la generación de grupos venezolanos de corte retro en la década de los 00; inspirados por The Strokes, The Mooney Suzuki, The Hives, Mando Diao y The Libertines. 
En 2008 publicaron el CD debut titulado Los Telecaster, junto al tema promocional "Nueva York" y el clip "Dandy Boy", rodado en el Teatro Municipal de Caracas. Ese año, efectuaron una primera visita a México, donde la red social MySpace MX les promovió en tarimas para dos de sus "Secrets Shows", junto a grupos mexicanos como Los Daniels, Yokozuna y Waves de Estados Unidos. Además, se relacionaron con el estudio Grabaciones Jamaica y el sello Tamarindo Música a través del ciclo “Sesiones En Petit Comité”. 
En 2009, Los Telecaster regresaron a México con 2 giras y grabaron las canciones contendidas en el EP Todo Muerto y en el disco Locura Ordinaria (bajo el patrocinio de Gibson de México), con producción del músico irlandés Dave O´Gorman (Simplifires), Santiago González y masterización del norteamericano Steve Fallone (T.V on the Radio, The Strokes). 
En 2011, Los Telecaster difundieron el tema "Pizarrón" a través de descarga gratuita con patrocinio de la marca Malta Regional. Se trató de una campaña de posicionamiento e innovación, basada en la dinámica de satisfacción inmediata vía Internet. Ese mismo año, el tema instrumental “Moloch!” del disco "Los Telecaster", fue incluido en la banda sonora de la película mexicana “Labios Rojos” del director Rafael Lara.
En 2014 publicarán el sencillo doble titulado: "Artefactos: Estilo Irakí-Reverendo", grabado en Gozón Studios bajo la producción de Iván Gozón y el grupo. El sencillo se podrá descagar en la web del sello independiente venezolano MaccaRecords.
En 2020 publican su nueva producción "Making Beautiful" 
En 2021 graban el tema "La Milf Perjudicada" y en octubre del mismo año giran por varios estados de la República Mexicana con la legendaria banda de punk rock Argentina 2 minutos.
Actualmente la banda se encuentra activa en Mexico City 

## Discografía
- Los Telecaster (2008, CD)
- Viva Navidad-Sesiones en Petit Comité (2008)
- Todo Muerto (2009, EP)
- Locura Ordinaria (2011)
- Artefactos: Estilo Irakí-Reverendo (2014)
- Making beautiful (re-master 2020)